# Fama (1678)
Fama var en mindre fregatt och ett örlogsfartyg som byggdes och sjösattes vid skeppsvarvet i Kalmar 1678. Hon var bestyckad med sexton kanoner och hade ett deplacement på 150 ton. Hon konverterades till brandskepp 1709.